# Agonie

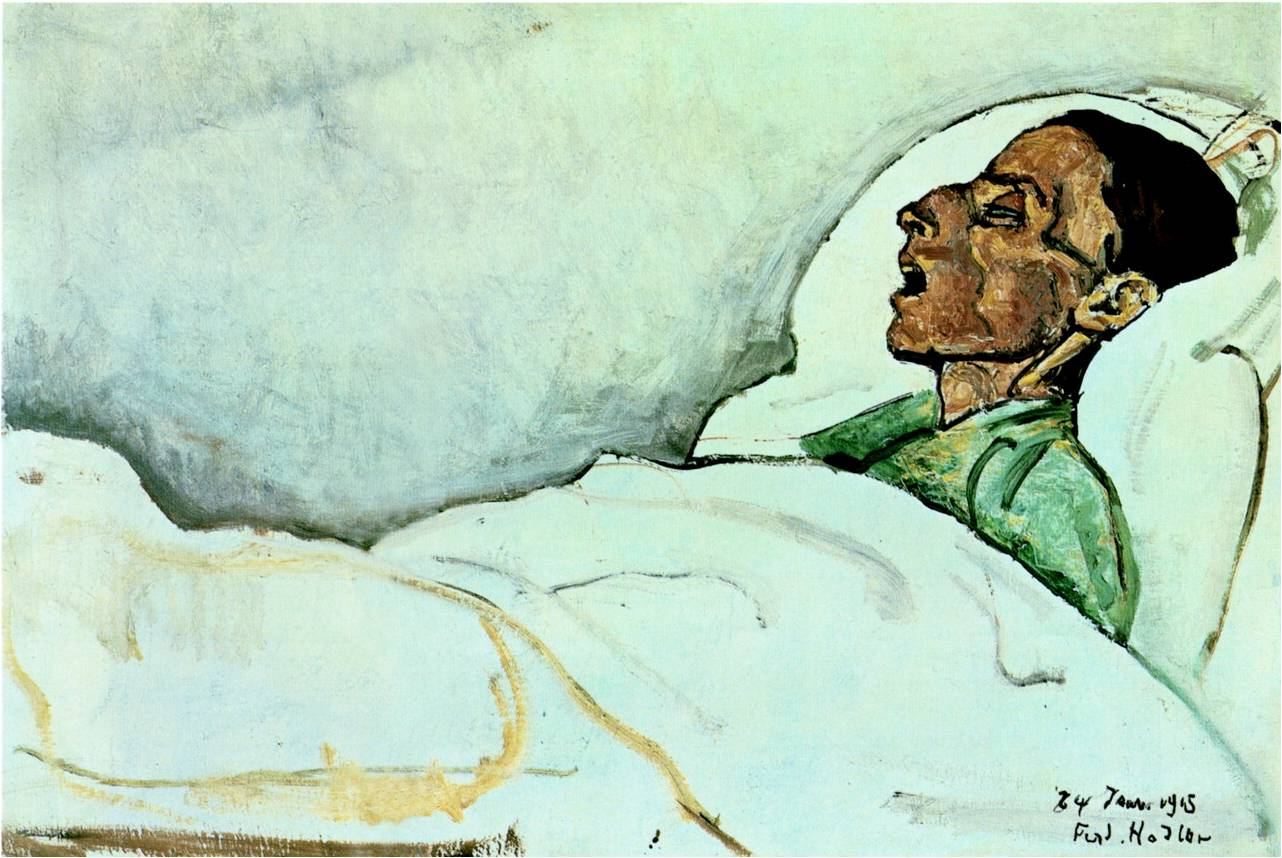
Valentine Godé-Darel, peinte durant son agonie par son compagnon Ferdinand Hodler, (24 janvier 1915)

Pour l’article homonyme, voir Agonie (nouvelle).
Cet article possède un paronyme, voir Agony.
L'agonie est la dernière phase de vie d'un être vivant avant qu'intervienne sa mort.

## Aspect médical
Les médecins distinguent la phase pré-agonique et l'agonie proprement dite.
- La phase pré-agonique se caractérise par : l'aggravation de l'état général, le refus de s'alimenter, l'amélioration inattendue, des signes comportementaux (refus de parler, poussée d'agitation, froissement des draps, position fœtale)
- La phase agonique se caractérise par : un trouble de la conscience (somnolence), une modification du comportement moteur (diminution ou disparition du tonus musculaire), un trouble respiratoire (pauses fréquentes et impressionnantes), un trouble circulatoire (refroidissement progressif des pieds, des mains, du nez, marbrures aux genoux), masque de la mort (pincement des ailes du nez, teint blanc jaunâtre, fixité des globes oculaires, odeur caractéristique), et, à l'extrême, multiplication des incidents respiratoires, collapsus cardio-vasculaire, modifications pupillaires.

## Aspect psychologique
Elisabeth Kübler-Ross a observé plusieurs réactions psychologiques de patients confrontés à leur maladie non curable. Ces stades ou étapes sont décrites comme le modèle de Kübler-Ross : déni (« non, pas moi »), colère (« pourquoi moi ? »), marchandage (« oui, moi, mais… »), dépression (« oui, moi »), acceptation (« mon heure est arrivée et tout est bien »).

## Les soins palliatifs
En France, l’ADMD souhaite limiter l’agonie des personnes souffrants notamment de maladies incurables. L’association milite ainsi en faveur d’une loi garantissant l’accès universel aux soins palliatifs.

## Aspects religieux
Comme la mort, l'agonie est appréhendée différemment selon les courants philosophiques ou religieux.
On consultera les articles détaillés suivants :
- agonie dans le judaïsme ;
- Agonie dans le Jardin des Oliviers.

### Citations
« C'est la période qui précède immédiatement le décès. Elle dure de quelques heures à un ou deux jours [24 heures pour l'agonie proprement dite]. Période importante car elle présente plusieurs particularités. L'agonie ne prévient pas, ou pas toujours, elle survient volontiers dans un contexte où on ne l'attendait pas particulièrement. Le diagnostic en est difficile : on s'inquiète souvent de signes qui ne sont pas graves et on manque l'interprétation d'autres qui sont importants. C'est un moment impressionnant, où les professionnels les plus aguerris ont tendance à perdre leur esprit scientifique. Si l'agonie est détectée et reconnue elle implique des décisions particulières : notamment il n'y a le plus souvent aucune raison d'hospitaliser un malade agonisant ».